# Injection anti-rides
 (juin 2014).
Si vous disposez d'ouvrages ou d'articles de référence ou si vous connaissez des sites web de qualité traitant du thème abordé ici, merci de compléter l'article en donnant les références utiles à sa vérifiabilité et en les liant à la section « Notes et références ».
Les injections anti-rides constituent le traitement de médecine esthétique le plus recherché actuellement.
Les rides peuvent être traitées de plusieurs manières - lasers, LED, radiofréquence, mésothérapie (mésolift), peelings, injection de graisse (lipofilling) - mais la méthode la plus populaire et la plus simple est l’injection de produits spécifiques sous la peau.

## Les produits utilisés en injections
Trois types de produits injectables peuvent être utilisés :
- l’acide hyaluronique : ce glycosaminoglycane absorbant l'eau remplace le tissu sous cutané disparu au niveau des rides. On parle de comblement de rides[1]. Son efficacité durera de 6 à 12 mois selon le produit utilisé. De très nombreux fabricants existent. Ils sont listés sur le site de l’agence nationale de sécurité du médicament et des produits de santé (ANSM). En France, il existe 8 principaux fournisseurs.

- la toxine botulique (appelée communément Botox) : la toxine botulique, entrainant un relâchement musculaire (myorelaxation), est utilisée depuis longtemps en neurologie dans le traitement des hyperactivités musculaires. En 2002, le Botox (nom commercial) a été la première toxine autorisée aux États-Unis pour le lissage des rides du haut du visage. Le même produit a été autorisé pour la même indication en France l’année suivante. L’efficacité d’une injection dure 4-6 mois. Aujourd’hui[Quand ?], seules trois toxines ont une autorisation (AMM) pour être utilisés à des fins esthétiques en France.

- les inducteurs de collagène : le collagène d’origine animale était auparavant utilisé pour effacer les rides. Mais des phénomènes d’allergie ayant été observés, il a été remplacé par des produits activant sa synthèse naturelle. La durée d’action de ces produits peut dépasser une année.

## Les professionnels pratiquant ce type de traitement
Il ne peut s’agir que de médecins ou chirurgiens formés aux techniques d’injections. 